# Kreisarchiv Lörrach
Das Kreisarchiv Lörrach ist das kommunale Archiv des Landkreises Lörrach. Im Kreisarchiv werden Unterlagen von historisch bleibender Bedeutung zum Kreis sowie seiner Gemeinden und Orte gesammelt und gelagert. Dazu wird auch Schriftgut aus der Registratur in das Kreisarchiv überführt. Zum Bestand gehören auch Bestände von Privat-, Vereins- oder Firmenarchiven, die von regionalgeschichtlicher Bedeutung sind. Das Kreisarchiv ist im Hauptbau des Landratsamtes in der Palmstraße untergebracht. Weitere Aufgabe des Kreisarchiv Lörrachs sind die Kulturpflege und -förderung sowie die Erforschung und Vermittlung der Orts- und Landesgeschichte. Gesetzesgrundlage der Aufgaben und Arbeit des Kreisarchivs ist das Landesarchivgesetz von Baden-Württemberg (LArchG). Eine hauptamtliche Leitung des Kreisarchivs besteht seit 2008, bis dahin war das Kreisarchiv das letzte im Land Baden-Württemberg ohne diese Funktion.

## Aufgaben
Neben den durch das LArchG gesetzlich geregelten Hauptaufgaben fungiert das Kreisarchiv auf Kreisebene als Koordinationsstelle. Es nimmt Dokumentationsmaterial entgegen, gibt Informationen weiter, berät die Gemeindearchive des Kreises, leistet Hilfestellung bei Rechercheanfragen und übernimmt teilweise sogar Sachkosten für Landkarten oder Kopien. Neben Pressearbeit organisiert es auch Kreisveranstaltungen. Seit 2010 unterstützt das Kreisarchiv das Projekt zur Erfassung von Kleindenkmalen. Aus dieser Arbeit resultierten 2011 eine Buchpublikation und in den Folgejahren Kalenderwerke.

## Nutzung und Bestand
Das Kreisarchiv Lörrach ist an drei Tagen in der Woche für Publikumsverkehr geöffnet und stellt seit Herbst 2009 einen Lese- und Nutzerraum zur Verfügung. Der öffentlich zugängliche Bereich befindet sich im Erdgeschoss des Hauptgebäudes des Landratsamtes. Der Hauptteil des Archivs im Hauptgebäude wird in Fahrschränken im ersten Untergeschoss gelagert. Zusätzlich existieren Außenmagazine in der Außenstelle im Entenbad und in der Gewerbeschule in Schopfheim.
Neben Büchern und anderen Schriftstücken gehört zum Depositum des Kreisarchivs auch Urkunden, Akten, Protokolle, Karten, Pläne, auch nichtamtliche Materialien wie etwa Veröffentlichungen, Flugblätter, Fotos, mediale Bild- und Tonträger sowie digitale Informationseinheiten. Mit Stand August 2022 führte das Kreisarchiv in der Registratur 4800 Regalmeter, davon waren 380 lfd. Meter archivisch verzeichnet.

## Publikationen
- Kreisarchiv Lörrach (Hrsg.): Rudolf Scheurer auf Schloss Bürgeln – Skulpturen und Monotypie. 2010, ISBN 978-3-86705-043-2
- Kreisarchiv Lörrach (Hrsg.): Lebensspuren. Kleindenkmale im Landkreis Lörrach. Weinstadt 2011, ISBN 978-3-89735-689-4
- Kreisarchiv Lörrach (Hrsg.): Der Landkreis Lörrach – ganz persönlich. Neomedia 2012, ISBN 978-3-931334-65-9